# Vehicle verd

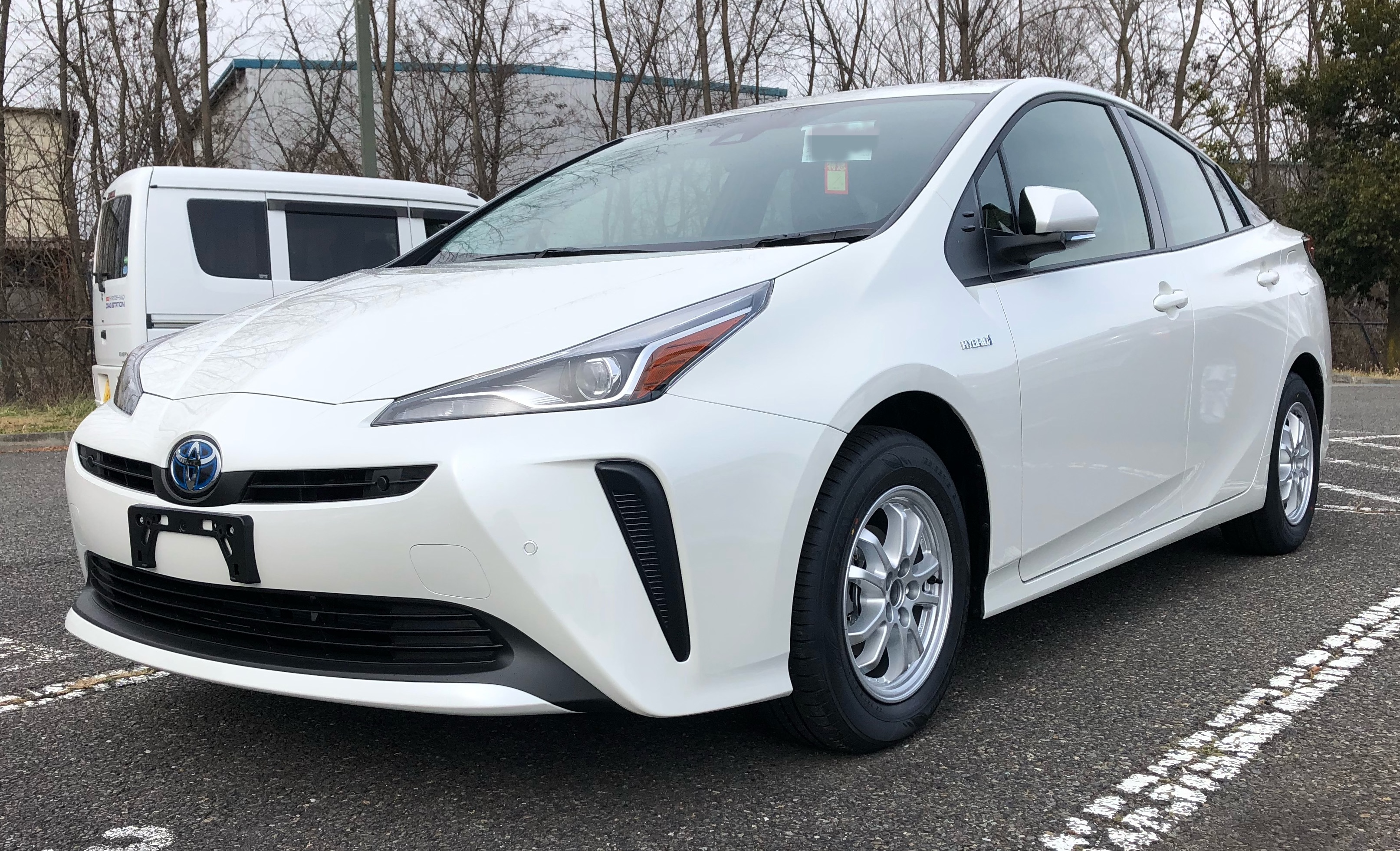
El Toyota Prius és el vehicle elèctric híbrid més venut del món, amb vendes globals de 3,7 milions d'unitats fins a l'abril de 2016. Alguns propietaris utilitzen la seva identitat per fer una declaració ambiental.

Un vehicle verd, un vehicle net, un vehicle ecològic o un vehicle respectuós amb el medi ambient és un vehicle de motor de carretera que produeix menys impactes nocius per al medi ambient que els vehicles de motor de combustió interna convencionals comparables que funcionen amb gasolina o dièsel, o que utilitzen determinats combustibles alternatius. Actualment, en alguns països el terme s'utilitza per a qualsevol vehicle que compleixi o superi les normes d'emissions europees més estrictes (com ara l'Euro6), o les normes de vehicles de zero emissions de Califòrnia (com ara ZEV, ULEV, SULEV, PZEV), o la normes de combustible baixes en carboni promulgades a diversos països.
Els vehicles ecològics poden funcionar amb combustibles alternatius i tecnologies avançades de vehicles i inclouen vehicles elèctrics híbrids, vehicles elèctrics híbrids endollables, vehicles elèctrics amb bateria, vehicles d'aire comprimit, vehicles d'hidrogen i piles de combustible, vehicles d'etanol nets, vehicles de combustible flexible, els vehicles de gas natural, els vehicles dièsel nets i algunes fonts també inclouen vehicles que utilitzen barreges de biodièsel i combustible d'etanol o gasohol. El 2021, amb una economia de combustible classificada per l'EPA de 142 milles per galó equivalent a gasolina (mpg-e) (1.7 L/100 km), el Tesla Model 3 Standard Range Plus RWD del 2021 es va convertir en el vehicle certificat EPA més eficient tenint en compte tots els combustibles i tots els anys, superant el Tesla Model 3 Standard Range Plus del 2020 i el Hyundai Ioniq Electric del 2019.
Diversos autors també inclouen els vehicles de motor convencionals amb una gran economia de combustible, ja que consideren que augmentar l'economia de combustible és la manera més rendible de millorar l'eficiència energètica i reduir les emissions de carboni en el sector del transport a curt termini. Com a part de la seva contribució al transport sostenible, aquests vehicles redueixen la contaminació atmosfèrica i les emissions de gasos d'efecte hivernacle, i contribueixen a la independència energètica reduint les importacions de petroli.
Una anàlisi ambiental va més enllà de l'eficiència operativa i les emissions. Una avaluació del cicle de vida implica consideracions de producció i postús. Un disseny de bressol a bressol és més important que centrar-se en un sol factor, com ara l'eficiència energètica.

## Eficiència energètica
Els cotxes amb costos de producció d'energia similars es poden obtenir, durant la vida útil del cotxe (fase operativa), grans reduccions de costos energètics mitjançant diverses mesures:
- El més significatiu és utilitzar propulsió alternativa:
  - Un motor eficient que redueix el consum de petroli del vehicle (és a dir, vehicle híbrid elèctric de petroli), o que utilitza fonts d'energia renovables al llarg de la seva vida útil.
  - Utilitzar biocombustibles en lloc de combustibles derivats del petroli.
- També pot ajudar el manteniment adequat d'un vehicle, com ara les posades a punt del motor, els canvis d'oli i el manteniment de la pressió adequada dels pneumàtics.
- L'eliminació d'elements innecessaris d'un vehicle redueix el pes i també millora l'economia de combustible.

| Tipus de vehicle/ tren de propulsió | Economia de combustible (equivalent en mpg ) | Interval                                                  | Cost de producció per a un rang donat | Reducció de CO2 comparat amb el convencional |
| ICE convencional                    | 10–48                                        | Llarg (400-600 mi)                                        | Baixa                                 | 0%                                           |
| Biodièsel                           | 18–71                                        | Llarg (360–540 mi)                                        | Baixa                                 | varia segons la font de biodièsel            |
| Tot elèctric                        | 54–142                                       | Més curt (114–259 mi) Models de luxe Mitjana (419–516 mi) | Alt Molt alt                          | varia segons sobre la font d'energia         |
| Pila de combustible d'hidrogen      | 80                                           |                                                           | Astronòmic                            |                                              |
| Híbrid elèctric                     | 30-60                                        | 380 mi                                                    | Mitjana                               |                                              |

## Tipus

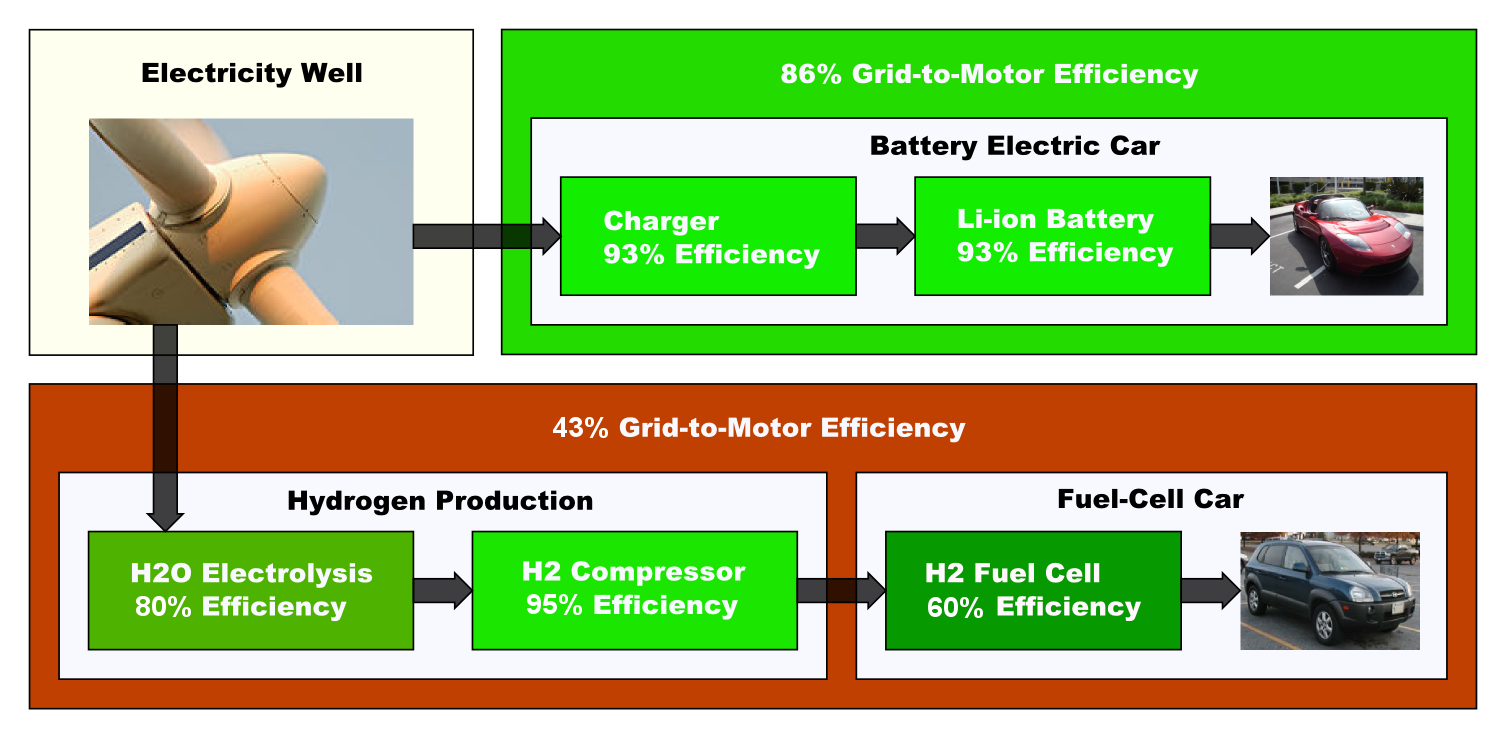
Comparació de l'eficiència energètica entre els cotxes amb piles de combustible d'hidrogen i bateries